# 76ª Squadriglia caccia
La 76ª Squadriglia da caccia del Corpo Aeronautico era un reparto di volo italiano costituito nei tardi anni dieci. La squadriglia, operativa durante la prima guerra mondiale, vede tra le proprie file piloti come Silvio Scaroni.

## Storia

### Prima guerra mondiale
La Squadriglia viene formata il 25 maggio 1916, aveva inizialmente cinque piloti (tra i quali il sergente Mario Stoppani che negli anni trenta del XX secolo sarà collaudatore della CRDA conquistando alcuni record mondiali) e quattro Nieuport Ni.11 ed era comandata dal capitano Ettore de Carolis a La Comina.
Il 29 maggio la squadriglia si trasferisce a Santa Maria la Longa alle dipendenze del I Gruppo. 
Alla fine di giugno l'unità dispone di 7 Nieuport ed il 18 luglio il sergente Stoppani ottiene la sua prima vittoria volando su Ni.11 a Monte San Marco di Gorizia.
Il 29 settembre la squadriglia passa alle dipendenze del II Gruppo. 
Il 3 ottobre il Tenente Luigi Olivi colpisce il serbatoio di un Hansa-Brandenburg C.I ferendo mortalmente l’osservatore leutnant Leopold Hirth della Flik 2 causando la caduta dell'aereo vicino ad Aisovizza.
L'11 ottobre, dopo la segnalazione di bombardieri nemici quando era in pattugliamento sopra Lucinico, Stoppani abbatte l'Hansa-Brandenburg C.I 61.72 della Flik 4 vicino a Biglia (Merna-Castagnevizza), ferendo il mitragliere korporal Gustav Weiser che riesce a tornare nelle proprie linee, in condivisione con Olivi.
Nel 1916 la squadriglia aveva compiuto 624 voli di guerra sostenendo 39 combattimenti e rivendicando 5 vittorie.
Il 1º gennaio 1917 il sergente Virgilio Appiani dopo un combattimento vede planare irregolarmente un aereo austriaco.
Il 1º febbraio la 76ª dispone di 9 piloti tra cui Olivi ed il sergente Giovanni Bartolomeo Arrigoni e velivoli Ni 11 e Nieuport 17 ed il 14 febbraio Stoppani viene trasferito alla Direzione tecnica.
Dal 25 febbraio la squadriglia si trasferisce a Borgnano ed il 13 aprile Arrigoni dopo due combattimenti prima vede planare un aereo verso Ranziano e poi osserva prendere terra un Hansa-Brandenburg C.I.
Il 16 Arrigoni ottiene la sua quarta vittoria confermata obbligando un Br. C.1 a prendere terra vicino a Ternova.
Dal 22 aprile l'unità passa al comando del tenente Olivi, ed il 14 maggio il tenente Francesco Broili viene colpito probabilmente dal Br. C.1 dell'asso Stefan Fejes precipitando vicino a Gorizia.
Il 28 maggio Olivi su Nieuport 17 sul Monte San Marco avvista il Brandenburg C.I 229.01 della Flik 32 del korporal Paul Forgach con l'osservatore e mitragliere leutnant Anton Boeck ed insieme con lo SPAD S.VII del Maggiore Pier Ruggero Piccio, comandante del X Gruppo (10º Gruppo), lo abbattono fra Schönpaß e Paskonicze.
Il 1º giugno la 76ª dispone di 8 piloti tra cui il Sergente Eduardo Alfredo Olivero su Ni 11 e Ni 17 ed il 17 giugno Olivi, insieme al tenente Ernesto Bonavoglia, rivendica una vittoria vicino a Ranziano divenendo un asso dell'aviazione, ed un altro che precipita vicino a Merna arrivando così alla sesta vittoria confermata. Olivi muore in un incidente vicino a Moraro quando con lo SPAD S.VII si stava recando a Merna per fotografare i resti dell'aereo nemico.
Il 1º luglio la 76ª passa al comando del capitano Salvatore Calori ed il 9 luglio è trasferita al VI Gruppo) per il Comando d'Aeronautica della 2ª Armata.
Il 17 luglio il tenente Flavio Torello Baracchini abbatte un Br. C.1 arrivando alla decima vittoria confermata, e l'8 agosto abbatte un biposto su Tolmino arrivando alla 12ª vittoria ma rimane ferito.
Dall'11 agosto 1917 Calori comanda il Sottogruppo Aeroplani di Borgnano formato dalla 76ª, 78ª e 81ª Squadriglia e cede il comando della 76ª al tenente Gastone Novelli.
Successivamente la 76ª viene dotata di caccia Hanriot HD.1 prodotti su licenza dalla Macchi) ed al 13 agosto dispone di 6 Hanriot, 6 Ni 11 e 3 SPAD.
Dopo la battaglia di Caporetto il 27 ottobre la 76ª ripiega sul campo d'aviazione di Campoformido, il 28 a La Comina e il 1º novembre al Arcade, a 4 km dalle trincee. Al comando del capitano Alberto De Bernardi dispone di 11 piloti tra cui i tenenti Alessandro Buzio, Mario Fucini ed Amedeo Mecozzi, i sottotenenti Giorgio Michetti e Silvio Scaroni e l'aspirante ufficiale Renato Donati.
Il 10 novembre si sposta sull'aeroporto di Istrana con 4 Hanriot ed il 14 Scaroni abbatte un biposto su Colbertaldo.
Il 18 novembre viene ferito in combattimento il capitano Ernesto Sequi dei Reali Carabinieri, un valente cavallerizzo nelle gare prima della guerra, che è ricoverato in ospedale.
Sempre Scaroni abbatte un aereo il 18 novembre, un Albatros D.III il 19 che precipita vicino a Vidor, il 10 dicembre diventa un asso abbattendo insieme al tenente Guido Masiero un biposto vicino a Noventa di Piave ed il 26 dicembre ottiene tre vittorie nella battaglia di Istrana.
Nel 1917 la squadriglia svolge quasi 2.000 voli di guerra e 300 combattimenti.

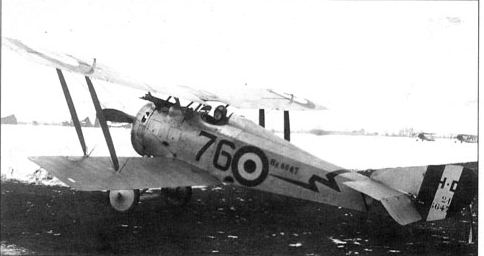
Hanriot HD.1 matricola Hd 21-6647 del tenente Mario Fucini 76ª squadriglia gennaio 1918

Il 14 gennaio 1918 Scaroni costringe a prendere terra un Hansa-Brandenburg D.I nella terra di nessuno tra le trincee.
All'epoca faceva parte della squadriglia anche il sergente Romolo Ticconi.
Il 2 febbraio la squadriglia si sposta ad Isola Mantegna ed il 17 febbraio al campo di aviazione di Casoni di Mussolente.
In marzo l'unità dispone di 19 Hanriot ed un Nieuport ed il 13 maggio Baracchini rivendica 2 vittorie.
Sempre il 13 maggio la squadriglia disponeva di 17 piloti, tra cui il capitano Giulio Lega ed il tenente Ludovico Censi, e 18 Hanriot ed il 26 maggio Baracchini rivendicò una vittoria (si trattava probabilmente dello Zugsführer Ferdinand Udvardy, asso accreditato di nove vittorie e che quel giorno fu costretto ad un atterraggio forzato).
Il 31 maggio Baracchini passò in forza alla 81ª Squadriglia, ed il 7 luglio Scaroni in volo su Asiago abbatte un ricognitore Br. C.1, un caccia Albatros che precipitò avvolto delle fiamme, mentre Ticconi rivendicò un Albatros che atterrò in emergenza al campo di Ospedaletto. 
Sempre lo stesso giorno Scaroni abbatte un Phönix D.I su Casoni ed il 12 luglio rivendicò due vittorie su caccia austriaci, ma viene colpito da un altro caccia che lo ferì gravemente costringendolo a prendere terra vicino al Monte Grappa.
In agosto la squadriglia disponeva di 20 aerei e 15 piloti ed il 9 settembre il comando passò al capitano Amerigo Notari.
L'armistizio di Villa Giusti vide la squadriglia equipaggiata con 21 aerei operativi e 17 piloti.
Nel corso del 1918 il reparto aveva effettuato 2.464 voli di guerra e 101 combattimenti.
Le vittorie degli assi della squadriglia furono:
- Scaroni 26;
- Olivi, Stoppani e Ticconi 6;
- Baracchini, Lega e Michetti 5;
- Buzio 4;
- Fucini 3.[2]

Al 20 aprile 1919 disponeva di 20 HD.1.

### Il dopoguerra
Il 7º Gruppo, con sede sull'aeroporto di Roma-Ciampino inquadrato nel 1º Stormo caccia, il 25 dicembre 1924 assunse alle dipendenze la 76ª Squadriglia Caccia della Regia Aeronautica. 
Ebbe in dotazione gli ultimi AC.3 (variante dell'Ansaldo AC.2, che tra il 1936 ed il 1937 vennero radiati in favore dei Caproni A.P.1 e dei Breda Ba.64 ed i Fiat C.R.1. 
Entro il 1938, anche tutti gli AP.1 furono radiati perché non adatti al ruolo assaltatori.
Fu dotata di Breda 88 Lince, ricevuti il 6 maggio 1939.

### La II guerra mondiale
Nel maggio-giugno 1940, aveva base in Libia, settore che lasciò il giorno prima dell'entrata in guerra del Regno d'Italia. 
A metà settembre, il 7º Gruppo venne frazionato con compiti di difesa di punto: la 76ª Squadriglia passò a Derna, l'86ª all'Benina e la 98ª a Tobruch T2.
La 76ª squadriglia operò in A.S.I. fino a metà novembre, quando anch'essa, con soli 2 aerei disponibili a Castel Benito), venne rimpatriata. 
I due aerei rimasero nel settore africano, dove assieme ad altri fungesero da aerei civetta durante gli attacchi inglesi nei campi di volo. 
Con il rientro in Italia della 76ª Squadriglia il gruppo fu sciolto.
Il 7º Gruppo venne ricostituito nel gennaio del 1941 sull'aeroporto di Palermo-Boccadifalco, dotato di 76ª, 86ª e 98ª Squadriglia, e nel marzo 1941 fu equipaggiato con gli Aermacchi C.200 Saetta. 
In questo mese la 76ª Squadriglia fu trasferita d'urgenza in A.S.I., sulla base di Benina. 
In Africa settentrionale, poco dopo il suo arrivo in questo settore, la perse 76ª quasi tutti gli aerei a terra durante gli attacchi inglesi sui campi di volo.
All'inizio del 1942, la 76ª Squadriglia fu di stanza sull'aeroporto di Pantelleria, rimanendovi fino all'inizio del mese di agosto operando in missioni di scorta.
Il 13 agosto 1942, il tenente Adriano Visconti, abbatté un Supermarine Spitfire, nel settore del Mediterraneo, volando con un Aermacchi C.202 Folgore, appartenente alla 76ª Squadriglia. Il 17 agosto il Capitano Pietro Calistri abbatté un aerosilurante Bristol Beaufort del No. 235 Squadron, circa 35 miglia a ovest dell'isola.
Nel settembre del 1942 il reparto iniziò a ricevere i C.202 Folgore sulla base di Crotone, equipaggiandosi totalmente su questo aereo dall'inizio del 1943 sulla base di Torino-Caselle.
Il 23 marzo 1943, tutto il 7º Gruppo fu inviato in Tunisia per arginare l'avanzata alleata in quel settore dopo lo sbarco in Algeria. 
Da allora la squadriglia seguì le sorti del 7º Gruppo fino a quando, con il rientro in Sicilia il 18 maggio, il 7º Gruppo Caccia Terrestre rimase senza aerei ed equipaggi e venne sciolto il 27 maggio.